# Trophée Gazet van Antwerpen 2008-2009
Navigation
2007-2008 2009-2010
Le Trophée Gazet van Antwerpen 2008-2009 est la 22e édition du Trophée Gazet van Antwerpen, compétition de cyclo-cross organisée par le quotidien belge néerlandophone Gazet van Antwerpen. Il est composé de huit manches ayant lieu en Belgique entre le 1er novembre 2008 et le 22 février 2009.

## Hommes élites

### Résultats
| Date         | Épreuve                                   | Pays     | Vainqueur     | Deuxième      | Troisième              | Leader    |
| 1er novembre | Audenarde (Koppenbergcross)               | Belgique | Sven Nys      | Lars Boom     | Niels Albert           | Sven Nys  |
| 11 novembre  | Niel (Jaarmarktcross Niel)                | Belgique | Lars Boom     | Niels Albert  | Sven Nys               | Lars Boom |
| 22 novembre  | Hasselt (GP d'Hasselt)                    | Belgique | Bart Wellens  | Kevin Pauwels | Rob Peeters            | Sven Nys  |
| 13 décembre  | Essen (GP Rouwmoer)                       | Belgique | Sven Nys      | Zdeněk Štybar | Thijs Al               | Sven Nys  |
| 30 décembre  | Loenhout (Azencross)                      | Belgique | Zdeněk Štybar | Sven Nys      | Radomír Šimůnek junior | Sven Nys  |
| 1er janvier  | Baal (Grand Prix Sven Nys)                | Belgique | Sven Nys      | Zdeněk Štybar | Niels Albert           | Sven Nys  |
| 7 février    | Lille (Krawatencross)                     | Belgique | Niels Albert  | Sven Nys      | Bart Wellens           | Sven Nys  |
| 22 février   | Oostmalle (Internationale Sluitingsprijs) | Belgique | Sven Nys      | Niels Albert  | Sven Vanthourenhout    | Sven Nys  |

### Classement général
| Pos | Coureur               | Pts |
| --- | --------------------- | --- |
| 1.  | Sven Nys              | 259 |
| 2.  | Bart Wellens          | 220 |
| 3.  | Zdeněk Štybar         | 210 |
| 4.  | Kevin Pauwels         | 193 |
| 5.  | Bart Aernouts         | 184 |
| 6.  | Niels Albert          | 180 |
| 7.  | Thijs Al              | 175 |
| 8.  | Dieter Vanthourenhout | 157 |
| 9.  | Gerben de Knegt       | 153 |
| 10. | Sven Vanthourenhout   | 147 |

## Femmes élites

### Résultats
| Date        | Épreuve                                   | Pays     | Vainqueur            | Deuxième             | Troisième    | Leader               |
| 30 décembre | Loenhout (Azencross)                      | Belgique | Daphny van den Brand | Katherine Compton    | Marianne Vos | Daphny van den Brand |
| 7 février   | Lille (Krawatencross)                     | Belgique | Daphny van den Brand | Sanne Cant           | Marianne Vos | Daphny van den Brand |
| 22 février  | Oostmalle (Internationale Sluitingsprijs) | Belgique | Marianne Vos         | Daphny van den Brand | Sanne Cant   | Daphny van den Brand |

### Classement général
| Pos | Coureur                | Pts |
| --- | ---------------------- | --- |
| 1.  | Daphny van den Brand   | 72  |
| 2.  | Marianne Vos           | 66  |
| 3.  | Sanne Cant             | 45  |
| 4.  | Saskia Elemans         | 42  |
| 5.  | Sanne van Paassen      | 34  |
| 6.  | Joyce Vanderbeken      | 32  |
| 7.  | Reza Hormes-Ravenstijn | 28  |
| 8.  | Nikki Harris           | 27  |
| 9.  | Arenda Grimberg        | 25  |
| 10. | Nicole De Bie          | 24  |

## Hommes espoirs

### Résultats
| Date         | Épreuve                                   | Pays     | Vainqueur               | Deuxième                | Troisième               | Leader            |
| 1er novembre | Audenarde (Koppenbergcross)               | Belgique | Philipp Walsleben       | Sven Verboven           | Kevin Cant              | Philipp Walsleben |
| 11 novembre  | Niel (Jaarmarktcross Niel)                | Belgique | Kenneth Van Compernolle | Tom Meeusen             | Jim Aernouts            | Philipp Walsleben |
| 22 novembre  | Hasselt (GP d'Hasselt)                    | Belgique | Philipp Walsleben       | Kenneth Van Compernolle | Tom Meeusen             | Philipp Walsleben |
| 13 décembre  | Essen (GP Rouwmoer)                       | Belgique | Philipp Walsleben       | Jim Aernouts            | Kenneth Van Compernolle | Philipp Walsleben |
| 30 décembre  | Loenhout (Azencross)                      | Belgique | Vincent Baestaens       | Paweł Szczepaniak       | Marcel Meisen           | Philipp Walsleben |
| 1er janvier  | Baal (Grand Prix Sven Nys)                | Belgique | Philipp Walsleben       | Vincent Baestaens       | Lubomír Petruš          | Philipp Walsleben |
| 7 février    | Lille (Krawatencross)                     | Belgique | Jan Denuwelaere         | Philipp Walsleben       | Tom Meeusen             | Philipp Walsleben |
| 22 février   | Oostmalle (Internationale Sluitingsprijs) | Belgique | Tom Meeusen             | Jim Aernouts            | Kenneth Van Compernolle | Philipp Walsleben |

### Classement général
| Pos | Coureur                 | Pts |
| --- | ----------------------- | --- |
| 1.  | Philipp Walsleben       | 154 |
| 2.  | Jim Aernouts            | 120 |
| 3.  | Kenneth Van Compernolle | 119 |
| 4.  | Tom Meeusen             | 96  |
| 5.  | Vincent Baestaens       | 95  |
| 6.  | Mitchell Huenders       | 92  |
| 7.  | Jan Denuwelaere         | 85  |
| 8.  | Quentin Bertholet       | 78  |
| 9.  | Marcel Meisen           | 70  |
| 10. | Kevin Cant              | 70  |